# The Last Summer
The Last Summer ist eine US-amerikanische Liebeskomödie aus dem Jahr 2019 von William Bindley mit K. J. Apa, Maia Mitchell, Jacob Latimore und Tyler Posey in den Hauptrollen.
The Last Summer wurde am 3. Mai 2019 weltweit auf dem Video-on-Demand-Portal Netflix veröffentlicht.

## Handlung
Nach ihrem Schulabschluss verbringen Griffin, Phoebe, Alec und Erin einen letzten gemeinsamen Sommer, bevor sie aufs College gehen. Dabei erleben sie nicht nur den Sommer ihres Lebens, sondern denken auch über ihre private und berufliche Zukunft nach. Während dieser Zeit verlieben sich Griffin und Phoebe unsterblich ineinander.

## Hintergrund
Im Januar 2018 wurde die Produktion des Filmes mit K. J. Apa in der zentralen Hauptrolle angekündigt. Der Film soll von William Bindley nach einem Drehbuch von Bindley und seinem Bruder Scott inszeniert werden. Im März und April 2018 wurden weitere zentrale Hauptrollen an Maia Mitchell und Jacob Latimore vergeben.
Die Dreharbeiten begannen im Mai 2018.
Im Juni 2018 erwarb das Streaming-Unternehmen Netflix die weltweiten Filmrechte.